# Loorberg
De Loorberg is een 219 meter hoge heuvel in het Heuvelland gelegen in Slenaken in het zuiden van de Nederlandse provincie Limburg. De voet van de beklimming ligt in Slenaken in het dal van de Gulp en de top ligt in Heijenrath op het Plateau van Crapoel. Ten noordwesten van de Loorberg ligt het Groote Bosch en ten zuidoosten het Roebelsbos. Op de helling bevinden zich de begraafplaats en de Lourdesgrot van Slenaken.

## Wielrennen
De helling is meermaals opgenomen in de wielerklassieker Amstel Gold Race. De klim wordt dan tweemaal bedwongen, als achtste klim na de Wolfsberg en voor de Schweiberg en als vijfentwintigste klim na wederom de Wolfsberg en voor de Gulperberg. In sommige edities van de Amstel Gold Race werd de Loorberg aangeduid als Heijenrath naar de gelijknamige plaats Heijenrath aan de top.
Tijdens de derde etappe van de Tour de France in 2006, die voerde van Esch-sur-Alzette naar Valkenburg, werd de Loorberg aangedaan door het peloton. De Fransman Jérôme Pineau kwam als eerste boven, voor José Luis Arrieta en Jens Voigt.
In 2014 was de Loorberg onderdeel van de 7e etappe van de Eneco Tour.

## Wandelen
Het Krijtlandpad volgt vrijwel dezelfde helling, maar gaat net ten zuiden van Heijenrath over het plateau.